# Султана Лайла Хоссейн
 Султана Лайла Хоссейн (Sultana Laila Hossein) — бангладеська дипломатка та мікробіолог. Надзвичайний та Повноважний Посол Бангладеш в Україні за сумісництвом.

## Життєпис
Вона вивчала мікробіологію в Даккському університеті.
Вона є кар'єрним офіцером зовнішньої служби, входить до 11-го набору кадрів Державної служби Бангладеш (BCS) у закордонних справах. У своїй кар'єрі вона служила на різних посадах у місіях Бангладеш у Нью-Делі та Янгоні.
Вона також була генеральним консулом у Генеральному консульстві Бангладеш у Лос-Анджелесі.
Працювала Надзвичайним та Повноважним Послом Бангладеш у Марокко.
З жовтня 2020 року Надзвичайний та Повноважний Посол Бангладеш у Польщі. 8 жовтня 2021 року вручила вірчі грамоти Президенту Польщі Анджею Дуді.
9 листопада 2023 року вручила копії вірчих грамот заступнику міністра закордонних справ України Миколі Точицькому
10 листопада 2023 року вручила вірчі грамоти Президенту України Володимиру Зеленському